# Петров, Александр Владимирович (легкоатлет)
Алекса́ндр Влади́мирович Петро́в (род. 9 августа 1986 или 8 сентября 1986, Брянск) — российский легкоатлет, специалист по прыжкам в длину. Выступал за сборную России по лёгкой атлетике в 2007—2014 годах, победитель и призёр первенств национального значения, участник летних Олимпийских игр в Лондоне. Представлял Брянскую область, Новосибирскую область и Москву. Мастер спорта России международного класса.

## Биография
Александр Петров родился 9 августа 1986 года в Брянске.
Занимался лёгкой атлетикой под руководством тренеров О. Шемигона и Е. Тантлевского, выступал за ЦСКА.
Впервые заявил о себе на международном уровне в сезоне 2007 года, когда вошёл в состав российской национальной сборной и выступил на молодёжном европейском первенстве в Дебрецене, где занял в прыжках в длину шестое место. Будучи студентом, также представлял страну на летней Универсиаде в Бангкоке.
В 2009 году стал серебряным призёром на зимнем чемпионате России в Москве, стартовал на чемпионате Европы в помещении в Турине, взял бронзу на летнем чемпионате России в Чебоксарах.
В 2010 году был третьим на зимнем чемпионате России в Москве и на летнем чемпионате России в Саранске.
В 2011 году на зимнем чемпионате России в Москве выиграл ещё одну бронзовую награду в прыжках в длину.
В 2012 году вновь получил бронзу на зимнем чемпионате России в Москве, принял участие в чемпионате Европы в Хельсинки. Благодаря череде удачных выступлений удостоился права защищать честь страны на летних Олимпийских играх в Лондоне — на предварительном квалификационном этапе прыгнул на 7,89 метра и в финал не вышел.
После лондонской Олимпиады Петров остался действующим спортсменом и продолжил принимать участие в различных всероссийских стартах. Так, в 2013 году он получил серебро в прыжках в длину на чемпионате России в Москве.
В 2014 году выиграл серебряную медаль на зимнем чемпионате России в Москве, одержал победу на летнем чемпионате России в Казани, выступил на чемпионате Европы в Цюрихе.
На чемпионате России 2015 года в Чебоксарах добавил в послужной список бронзовую награду.
За выдающиеся спортивные достижения удостоен почётного звания «Мастер спорта России международного класса».
В 2019 году на Мемориале братьев Знаменских Петров провалил допинг-тест — его проба показала наличие анаболического стероида оксандролона. В итоге Всероссийская федерация лёгкой атлетики отстранила его от участия в соревнованиях сроком на 4 года.